# 巴宰族洪水傳說
巴宰族洪水傳說，是台灣巴宰族和噶哈巫族的大洪水神話，同時也是其始祖神話的源頭。

## 傳說

### 洪水與倖存者
很久以前，在人類開始於地上繁衍後的某一天，洪水突然發生，淹死了所有的人和家畜，其中一對姐弟：本卡凱希（Sabon-kaisi，姐）、瓦奈凱希（Wana-Kaisi，弟），兩人是人類始祖的直系血親，因為爬上竹子而倖存，因此現在的竹子都是彎的。洪水本身則在六天後退去。
- 另一說洪水是因鰻魚堵住河水所造成，六日後螃蟹出現將鰻魚的肚臍剪斷，迫使鰻魚遊走才退洪[3]:11。

### 安頓生活
洪水退去後，姐弟兩人在巴拉檀（Paradan，今豐原）生活，後來又遷到平地，建立「瓦窩瓦魯都爾部落（Waowarutsaru，上等部落，意為貴族居住之地:12）」。他們跟著鳥一起挖起地面，在地底發現許多保存下來的稻穀而得以生存下去。

### 結婚與產子
因為沒有對象，姐弟倆結為夫妻，並且生下了兩個孩子，他們（或螃蟹巫覡:12）後來又把孩子切成數塊，對屍塊吹氣下咒，屍塊就變成了一個個青年，即巴宰族的祖先。後來他們的後代建立了岸裡大社（Rahado puru/Rahodobool）、樸仔籬（Dayaopuru/Dayao-bul）、阿里史（Rarusai/Lalisai）和烏牛欄（Aoran）四個原始部落，他們合稱、互稱為下等部落（Rubarubadohat），並且逐漸擴及到台中平原

### 其他版本
另有其他版本的洪水傳說在細節上有所不同：
| 不同的細節     | 其他版本 |
| -------------- | --- |
| 始祖名字和身分 | 沙彭卡卡奇（姐）和瓦斯那開吉（弟）、巴納凱西（Bana-Kaisi，兄）和薩溫凱絲（Sabun-kaisi，妹） |
| 倖存的原因     | 漂流至「都波都阿拉留宇都」山（Taubozuariwtsu，今日南觀音山）上 |
| 孩子外觀       | 一塊肉球 |
| 後代組成       | 各地的各種人種，但其中只有巴宰族的祖先認手足為始祖 |
| 下方部落組成   | 「拉荷波多巫由」、「迪雅歐波巫由」、「拉賽」、「奧龍」，合稱「龍盧弗阿哈拉哈」 「瓦瓦窩薩爾」（Vavaosaru）、「達伊雅窩布魯」（Daiyaoburu）、「拉魯薩伊」（Rarusai）、「阿額藝」（Abxan），合稱「魯布爾瓦達都哈」（Ravuruva datsua） |

## 其他
巴宰族的洪水兼始祖傳說跟部分台灣原住民族的傳說相當類似，如賽夏族或噶哈巫族，其中噶哈巫族的傳說更是與巴宰族相當接近、甚至有噶哈巫族的祖先就是巴宰族始祖當初創造出來的各地人種中其中一支的說法。
另外，巴宰族認為洪水是由水神阿普·毛(Apu-mao)親自帶來的，因此族人每年都會祭拜他，請求他把洪水送往其他地方。